# Francisco I de Navarra
Francisco I de Foix, apelidado Febo ou Phebus (1469 - 7 de janeiro de 1483), foi Rei de Navarra (1479-1483), conde de Foix, conde de Bigorra e visconde de Béarn (1472-1483).
Durante seu breve reinado assumiu a regência de sua mãe Madalena da França. Sua nomeação foi apoiado pelos agramonteses. Os beamonteses situaram-se então após Fernando o Católico, artífice de um protetorado militar castelhano sobre Navarra para evitar uma possível intervenção francesa.